# Touristes
Pour plus de détails, voir Fiche technique et Distribution.
Touristes (Sightseers) est une comédie noire britannique réalisé par Ben Wheatley et sorti en 2012.

## Fiche technique
- Titre : Touristes
- Titre original : Sightseers
- Réalisation :  Ben Wheatley
- Scénario : Alice Lowe, Steve Oram, Amy Jump (en)
- Pays d'origine : Royaume-Uni
- Langue : anglais
- Durée : 90 minutes

## Distribution
- Alice Lowe  (V.F. : Natacha Muller)  : Tina
- Steve Oram  (V.F. : Xavier Fagnon)  : Chris
- Eileen Davies  (V.F. : Annie Le Youdec)  : Carol
- Richard Glover  (V.F. : Alexandre Gillet)  : Martin
- Monica Dolan : Janice
- Jonathan Aris  (V.F. : Mathias Casartelli)  : Ian

Version française
Direction artistique : Marie-Christine Chevalier
Adaptation des dialogues : Ludovic Manchette et Christian Niemiec

## Distinctions

### Sélections
- Festival du film de Sundance 2013 : sélection hors compétition « Spotlight »